# Relations entre le Chili et l'Union européenne
Les relations entre le Chili et l’Union européenne remontent à un accord-cadre de 1996. En 2002, un accord d'association fut signé entre l'Union et le Chili. Entré en vigueur en 2005, il régit les principaux domaines de coopération (le dialogue politique, le commerce, etc.).

## Sources

## Compléments